# Blånopping
Blånopping (Entoloma chalybaeum) är en svampart som tillhör divisionen basidiesvampar. Den beskrevs först av Elias Fries och fick sitt nu gällande namn av Machiel Evert ("Chiel") Noordeloos. Blånopping ingår i släktet Entoloma, och familjen Entolomataceae. Arten är reproducerande i Sverige.